# Doug Collins (baloncestista)
Paul Douglas "Doug" Collins (Christopher, Illinois, 28 de julio de 1951) es un exjugador y entrenador de baloncesto estadounidense que disputó ocho temporadas en la NBA. Con 1,98 metros de altura, jugaba en la posición de escolta.

## Trayectoria deportiva

### Universidad
Jugó durante 3 temporadas con los Redbirds de la Universidad Estatal de Illinois en las cuales promedió 29,1 puntos, lo que le valió ser elegido All-American en 1973 y también uno de los 5 mejores deportistas universitarios del país ese mismo año.
En 1972 fue elegido para formar parte de la selección de baloncesto de Estados Unidos que participó en los Juegos Olímpicos de Múnich 72, de infame recuerdo para Estados Unidos, que perdieron en los últimos segundos contra la URSS en una polémica jugada.

### Profesional
Fue elegido como número 1 en el Draft de la NBA de 1973 por Philadelphia 76ers. Fue también drafteado en la liga rival, la ABA, pero nunca llegó a jugar allí. En su primer año en los Sixers jugó tan solo en 25 partidos, promediando 8 puntos. Fue a partir del segundo año cuando despuntó, ganándose rápidamente el puesto de titular. En la temporada 75-76 cuajó su mejor campaña, al promediar 20,8 puntos y 4 rebotes por partido.
Jugó durante 8 temporadas en los Sixers, retirándose prematuramente con 29 años al arrastrar una grave lesión que hizo perderse muchos partidos en sus dos últimos años. Acabó con unos promedios de 17,9 puntos y 3,2 rebotes por partido.

### Entrenador
A finales de los 80 fue nombrado entrenador de los Chicago Bulls, donde coincidió con Michael Jordan. Estuvo 3 temporadas allí, pero no pudo ganar título alguno, por lo que fue reemplazado por su asistente, Phil Jackson. Tras varios años dedicándose a comentar partidos en la televisión, volvió a los banquillos en 1995, dirigiendo durante 3 temporadas a Detroit Pistons. Pasó de nuevo por la televisión antes de aceptar su  puesto como entrenador en los Washington Wizards, a los que dirigió en la temporada 2001-02 y en la 2002-03. 
El 21 de mayo de 2010 fue contratado por Philadelphia 76ers. Al término de su tercera temporada con los 76ers, el 18 de abril de 2013, dejó su cargo alegando que quería pasar más tiempo con sus cinco nietos. A pesar de ello se anunció que seguiría ligado al equipo como asesor.

## Estadísticas de su carrera en la NBA

### Temporada regular
| Año      | Equipo       | PJ  | PT | MPP  | %TC  | %3P  | %TL  | RPP | APP | ROB | TPP | PPP  |
| -------- | ------------ | --- | -- | ---- | ---- | ---- | ---- | --- | --- | --- | --- | ---- |
| 1973-74  | Philadelphia | 25  | —  | 17.4 | .371 | —    | .764 | 1.8 | 1.6 | .5  | .1  | 8.0  |
| 1974-75  | Philadelphia | 81  | —  | 34.8 | .488 | —    | .844 | 3.9 | 2.6 | 1.3 | .2  | 17.9 |
| 1975-76  | Philadelphia | 77  | —  | 38.9 | .513 | —    | .836 | 4.0 | 2.5 | 1.4 | .3  | 20.8 |
| 1976-77  | Philadelphia | 58  | —  | 35.1 | .518 | —    | .840 | 3.4 | 4.7 | 1.2 | .3  | 18.3 |
| 1977-78  | Philadelphia | 79  | —  | 35.1 | .526 | —    | .812 | 2.9 | 4.1 | 1.6 | .3  | 19.7 |
| 1978-79  | Philadelphia | 47  | —  | 33.9 | .499 | —    | .814 | 2.6 | 4.1 | 1.1 | .4  | 19.5 |
| 1979-80  | Philadelphia | 36  | —  | 26.8 | .466 | .000 | .911 | 2.6 | 2.8 | .8  | .2  | 13.8 |
| 1980-81  | Philadelphia | 12  | —  | 27.4 | .492 | —    | .828 | 2.4 | 3.5 | .6  | .3  | 12.3 |
| Total    | Total        | 415 | —  | 33.6 | .501 | .000 | .833 | 3.2 | 3.3 | 1.2 | .3  | 17.9 |
| All-Star | All-Star     | 3   | 1  | 22.7 | .458 | —    | .800 | 4.3 | 5.7 | 2.0 | .0  | 11.3 |

### Playoffs
| Año   | Equipo       | PJ | PT | MPP  | %TC  | %3P | %TL  | RPP | APP | ROB | TPP | PPP  |
| ----- | ------------ | -- | -- | ---- | ---- | --- | ---- | --- | --- | --- | --- | ---- |
| 1976  | Philadelphia | 3  | —  | 39.0 | .434 | —   | .857 | 7.0 | 3.3 | 1.0 | .3  | 19.3 |
| 1977  | Philadelphia | 19 | —  | 39.9 | .557 | —   | .740 | 4.2 | 3.9 | 1.5 | .2  | 22.4 |
| 1978  | Philadelphia | 10 | —  | 34.2 | .497 | —   | .816 | 3.1 | 2.7 | .3  | .0  | 20.4 |
| Total | Total        | 32 | —  | 38.1 | .526 | —   | .855 | 4.1 | 3.5 | 1.1 | .1  | 21.5 |

## Estadísticas como entrenador
| Equipo       | Año     | P   | V   | D   | V–D% | Finalizado      | PP | VP | DP | PV–D% | Resultado                            |
| ------------ | ------- | --- | --- | --- | ---- | --------------- | -- | -- | -- | ----- | ------------------------------------ |
| Chicago      | 1986-87 | 82  | 40  | 42  | .488 | 5.º en Central  | 3  | 0  | 3  | .000  | Pierde en primera ronda              |
| Chicago      | 1987-88 | 82  | 50  | 32  | .610 | 2.º en Central  | 10 | 4  | 6  | .400  | Pierde en semifinales de Conferencia |
| Chicago      | 1988-89 | 82  | 47  | 35  | .573 | 5.º en Central  | 17 | 9  | 8  | .529  | Pierde en finales de Conferencia     |
| Detroit      | 1995-96 | 82  | 46  | 36  | .561 | 4.º en Central  | 3  | 0  | 3  | .000  | Pierde en primera ronda              |
| Detroit      | 1996-97 | 82  | 54  | 28  | .659 | 3.º en Central  | 5  | 2  | 3  | .400  | Pierde en primera ronda              |
| Detroit      | 1997-98 | 45  | 21  | 24  | .467 | (despedido)     | —  | —  | —  | —     | —                                    |
| Washington   | 2001-02 | 82  | 37  | 45  | .451 | 5.º en Atlantic | —  | —  | —  | —     | No playoffs                          |
| Washington   | 2002-03 | 82  | 37  | 45  | .451 | 5.º en Atlantic | —  | —  | —  | —     | No playoffs                          |
| Philadelphia | 2010-11 | 82  | 41  | 41  | .500 | 3.º en Atlantic | 5  | 1  | 4  | .200  | Pierde en primera ronda              |
| Philadelphia | 2011-12 | 66  | 35  | 31  | .530 | 3.º en Atlantic | 13 | 7  | 6  | .538  | Pierde en semifinales de Conferencia |
| Philadelphia | 2012-13 | 82  | 34  | 48  | .415 | 4.º en Atlantic | —  | —  | —  | —     | No playoffs                          |
| Total        | Total   | 849 | 442 | 407 | .521 |                 | 56 | 23 | 33 | .411  |                                      |